# UN-Sonderkoordinator für den Nahost-Friedensprozess
Der UN-Sonderkoordinator für den Nahost-Friedensprozess (engl.: United Nations Special Coordinator for the Middle East Peace Process, Abk. UNSCO) ist seit 1994 der Repräsentant des UN-Generalsekretärs und leitet das UN-System in allen politischen und diplomatischen Bemühungen im Friedensprozess und koordiniert die humanitäre und Entwicklungsarbeit der UN-Organisationen und -Programme in den israelisch besetzten Gebieten.

## Geschichte
Im Gefolge des Oslo-Friedensprozesses verabschiedete die UN-Generalversammlung am 21. Dezember 1993 die Resolution 48/213 unter dem Titel „Assistance to the Palestinian People“, in der das Mandat für einen Sonderkoordinator beschlossen wurde.
Am 23. Dezember 2016 verabschiedete der UN-Sicherheitsrat die Resolution 2334, die feststellte, dass Israels Siedlungen keine rechtliche Gültigkeit besitzen und eine flagrante Verletzung des Völkerrechts darstellen, dass Israel verpflichtet ist, jegliche Siedlungstätigkeit in dem besetzten palästinensischen Gebiet, einschließlich Ost-Jerusalems, einzufrieren und alle seit März 2001 errichteten Siedlungsaußenposten abzubauen.
Am 16. Januar 2025 ernannte UN-Generalsekretär António Guterres die Niederländerin Sigrid Kaag zur kommissarischen Sonderkoordinatorin für den Nahostfriedensprozess. In dieser Funktion ist sie auch die persönliche Vertreterin des Generalsekretärs der Vereinten Nationen bei der Palästinensischen Befreiungsorganisation (PLO) und der Palästinensischen Autonomiebehörde und persönliche Gesandte im Nahost-Quartett, das aus den Vereinigten Staaten, Russland, der Europäischen Union und eben den Vereinten Nationen besteht.

## Amtsträger
- Sigrid Kaag  Niederlande seit 2025 (kommissarisch)[6][8]
- Tor Wennesland  Norwegen 2020 bis 2024[9][10]
- Nikolaj Mladenow  Bulgarien 2015 bis 2020
- Robert Serry  Niederlande 2007 bis 2015
- Michael C. Williams  Vereinigtes Königreich 2007
- Alvaro de Soto  Peru 2004 bis 2007
- Terje Rød-Larsen  Norwegen 1999 bis 2004
- Chinmaya R. Gharekhan  Indien 1997 bis 1999
- Terje Rød-Larsen  Norwegen 1994 bis 1996